# Wasserpflanze des Jahres
Seit dem Jahr 2003 wurde die Wasserpflanze des Jahres vom Förderkreis Sporttauchen e. V. (FKS) für das darauffolgende Jahr bestimmt. Zum Jahresbeginn 2011 haben die nationalen Tauchsportverbände von Deutschland (VDST), Österreich (TSVÖ) und der Schweiz (SUSV) diese Aufgabe übernommen.

## Bisherige Wasserpflanzen des Jahres
Es folgen die Namen der proklamierten Wasserpflanzenarten:
| Jahr | deutscher Name                                                | wissenschaftlicher Name  | Abbildung                           |
| ---- | ------------------------------------------------------------- | ------------------------ | ----------------------------------- |
| 2003 | Krebsschere                                                   | Stratiotes aloides       | 2003 Krebsschere                    |
| 2004 | Südlicher Wasserschlauch (auch 2015 Wasserpflanze des Jahres) | Utricularia australis    | 2004 Südlicher Wasserschlauch       |
| 2005 | Vielstachelige Armleuchteralge                                | Chara polyacantha        | 2005 Vielstachelige Armleuchteralge |
| 2006 | Europäische Seekanne                                          | Nymphoides peltata       | 2006 Europäische Seekanne           |
| 2007 | Großes Nixenkraut                                             | Najas marina             | 2007 Großes Nixenkraut              |
| 2008 | Gemeiner Schwimmfarn                                          | Salvinia natans          | 2008 Gemeiner Schwimmfarn           |
| 2009 | Durchwachsenes Laichkraut                                     | Potamogeton perfoliatus  | 2009 Durchwachsenes Laichkraut      |
| 2010 | –                                                             | –                        | –                                   |
| 2011 | Wassernuss                                                    | Trapa natans             | 2011 Wassernuss                     |
| 2012 | Gewöhnlicher Wasserhahnenfuß                                  | Ranunculus aquatilis     | 2012 Gewöhnlicher Wasserhahnenfuß   |
| 2013 | Igelschlauch                                                  | Baldellia ranunculoides  | 2013 Igelschlauch                   |
| 2014 | Gemeines Seegras                                              | Zostera marina L.        |                                     |
| 2015 | Südlicher Wasserschlauch (auch 2004 Wasserpflanze des Jahres) | Utricularia australis    | 2015 Südlicher Wasserschlauch       |
| 2016 | Flutender Wasserhahnenfuß                                     | Ranunculus fluitans      | 2016 Flutender Wasserhahnenfuß      |
| 2017 | Weiße Seerose                                                 | Nymphaea alba            | 2017 Weiße Seerose                  |
| 2018 | Stern-Armleuchteralge                                         | Nitellopsis obtusa       | 2018 Stern-Armleuchteralge          |
| 2019 | Europäischer Froschbiss                                       | Hydrocharis morsus-ranae | 2019 Europäischer Froschbiss        |
| 2020 | Echter Seeball                                                | Aegagropila linnaei      | 2020 Echter Seeball                 |
| 2021 | Wasserfeder                                                   | Hottonia palustris       | 2021 Wasserfeder                    |
| 2022 | Hornblättrige Armleuchteralge                                 | Chara tomentosa          | 2022 Hornblättrige Armleuchteralge  |
| 2023 | Europäischer Strandling                                       | Litorella uniflora       | 2023 Europäischer Strandling        |
| 2024 | Quellmoos                                                     | Fontinalis antipyretica  | 2024 Gewöhnliches Quellmoos         |
| 2025 | Gewöhnlicher Tannenwedel                                      | Hippuris vulgaris        | 2025 Gewöhnlicher Tannenwedel       |